# أ+ (لغة البرمجة)
أ+ هي لغة برمجة صفيف تنحدر من لغة البرمجة A ، والتي تم إنشاؤها بدورها لتحل محل APL في عام 1988. طور آرثر ويتني الجزء أ من أ+ ، بينما قام مطورون آخرون في مورغن ستانلي بتوسيعه، بإضافة واجهة مستخدم رسومية وميزات لغوية أخرى. أ+ هي لغة تفاعلية عالية المستوى وتفسيرية، مصممة للتطبيقات كثيفة العددية، خاصة تلك الموجودة في التطبيقات المالية. أ+ يعمل على العديد من متغيرات يونيكس ، بما في ذلك لينكس. إنه برنامج حر ومفتوح المصدر تم إصداره بموجب رخصة جنو العمومية العامة.
يوفر أ+ مجموعة موسعة من الوظائف والمشغلين، وواجهة مستخدم رسومية مع المزامنة التلقائية للعناصر واجهة المستخدم والمتغيرات، والتنفيذ غير المتزامن للوظائف المرتبطة بالمتغيرات والأحداث، والتحميل الديناميكي للوظائف الفرعية المترجمة من قبل المستخدم، والميزات الأخرى. لم يتم نقل واجهة مستخدم رسومية أحدث إلى جميع الأنظمة الأساسية المدعومة
تطبق اللغة أ+ التغييرات التالية على لغة APL:
قد تحتوي دالة أ+ على تسع معلمات رسمية
يتم فصل عبارات الكود + بفواصل منقوطة، لذلك يمكن تقسيم عبارة واحدة إلى سطرين فعليين أو أكثر
النتيجة الصريحة لوظيفة أو عامل التشغيل هي نتيجة آخر بيان تم تنفيذه
تطبق أ+ كائنًا يسمى التبعية، وهو متغير عمومي (المتغير التابع) وتعريف مرتبط يشبه الدالة بدون وسيطات. يمكن تعيين القيم بشكل صريح والإشارة إليها بالطريقة نفسها تمامًا للمتغير العام، ولكن يمكن أيضًا تعيينها من خلال التعريف المقترن.
يتم التطوير التفاعلي أ+ بشكل أساسي في محرر Xemacs ، من خلال الامتدادات إلى المحرر. لأن رمز أ+ يستخدم رموز APL الأصلية، فإن عرض أ+ يتطلب خطًا به تلك الأحرف الخاصة ؛ يتم توفير الخط المسمى kapl على موقع الويب لهذا الغرض.
تابع آرثر ويتني إنشاء لغة صفيف خاصة باسم K. Like J ، K يغفل مجموعة أحرف APL. إنه يفتقر إلى بعض التعقيدات المتصورة لـ أ+ ، مثل وجود عبارات ووضعين مختلفين من بناء الجملة.